# شهر جدید علوی
شهر جدید علوی، شهری در بخش مرکزی شهرستان خمیر در استان هرمزگان ایران است.

## جمعیت
جمعیت این شهر در سال ۱۴۰۲ برابر با ۲۵۰۰ نفر بوده‌است.